# Lista över Dalriadas regenter
Kungar av Dalriada
Detta är en lista över Dalriadas regenter i kronologisk ordning, och deras ungefärliga regeringstider:
- Fergus I av Dalriada 500-501
- Domangart I av Dalriada 501-507
- Comgall av Dalriada 507-538
- Gabhran av Dalriada 538-558
- Conall I av Dalriada 558-574
- Aedan av Dalriada 574-608
- Eochaid I av Dalriada 608-629
- Connad av Dalriada 629
- Domnal av Dalriada 629-642
- Ferchar I av Dalriada 642-650
- Dunchad av Dalriada 650-654
- Conall II av Dalriada 650-660
- Domangart II av Dalriada 660-673
- Maelduin av Dalriada 673-688
- Domnall av Dalriada 688-695
- Ferchar II av Dalriada 695-697
- Eochaid II av Dalriada 697
- Ainbcellach av Dalriada 697-698
- Fiannamail av Dalriada 698-700
- Selbach av Dalriada 700-723
- Dungal av Dalriada 723-726
- Eochaid III av Dalriada 726-733
- Alpin I av Dalriada 733
- Muiredach av Dalriada 733-736
- Eogan av Dalriada 736-739
- Aed av Dalriada 739-778
- Fergus II av Dalriada 778-781
- Eochaid IV av Dalriada 781
- Konstantin av Dalriada 781-820
- Oengus av Dalriada 820-834
- Drust av Dalriada 834-837
- Eoganan av Dalriada 837-839
- Alpin II av Dalriada 839-841